# پرادایس، میشیگان
پرادایس (به انگلیسی: Paradise Township) یک منطقهٔ مسکونی در ایالات متحده آمریکا است که در شهرستان گراند تراوس، میشیگان واقع شده‌است.
 پرادایس ۱۳۷٫۱ کیلومتر مربع مساحت و ۴٬۷۱۳ نفر جمعیت دارد و ۳۲۱ متر بالاتر از سطح دریا واقع شده‌است.